# Barre (gymnastikredskab)
 For alternative betydninger, se Barre. (Se også artikler, som begynder med Barre)
En barre er et redskab, der anvendes i redskabsgymnastik, hvor ordet betegner et sæt af to stænger.
Mænd bruger to stænger, der er placeret parallelt og i samme højde. Øvelser i barren består af en række svingelementer, som suppleres med saltoer, vendinger og statiske momenter, hvor gymnasten viser styrke og kropskontrol.